# تبعیدی (فیلم ۲۰۱۲)
پاک شده (به انگلیسی: Erased) یا تبعیدی فیلمی محصول سال ۲۰۱۲ و به کارگردانی فیلیپ اشتولتسل است. در این فیلم بازیگرانی همچون آرون اکهارت، اولگا کوریلنکو، لیانا لیبراتو، کیت لیندر، الکساندر فلینگ، گریک هاگون، اریک گودون ایفای نقش کرده‌اند.

## خلاصه ماجرا
بن لوگان کارمند سابق سی‌آی‌اِی که به دلیل اعتقادات شخصی، شغل خود را رها کرده و به دنبال این تصمیم خودسرانه، مورد غضب سازمان قرار گرفته‌است، بعد از جدایی از همسرش به بلژیک مهاجرت کرده و ضمن کار در یک شرکت فراملی فروش سامانه‌ها و خدمات امنیتی، به عنوان پدری مجرد، مشغول زندگی با دختر نوجوان خود است. وقتی یکی از همکاران لوگان به وی اطلاع می‌دهد که شرکت آنها ظاهراً صاحب امتیاز یکی از محصولاتی که می‌فروشد نیست و احتمالاُ قوانین دیگری را نیز نقض می‌کند، لوگان موضوع را به رئیس خود گزارش می‌دهد. اما مدتی بعد وقتی به محل کار خود می‌رود، در کمال تعجب کل ساختمان را خالی می‌یابد و بعد از پیگیری ماجرا متوجه می‌شود هیچ اثری از شرکت در اسناد رسمی وجود ندارد؛ بنابراین سعی می‌کند با استناد به مدارک حساب بانکی خود، وجود شرکت را اثبات کند، اما موفق نمی‌شود. به دنبال این شکست، لوگان توسط یکی از همکاران جوان خود، دراین شرکت گم شده، فریب داده شده و در حالی که مشغول رانندگی است، همراه با دختر خود، مورد تهدید مسلحانه این همکار جوان قرار می‌گیرد. اما موفق می‌شود با ترتیب یک تصادف عمدی، با این آدم‌ربا درگیر شود و در این درگیری، آدم‌ربا را در مقابل چشمان وحشتزده دختر خود به قتل رساند. این صحنه توسط پلیس بلژیک دیده شده و از این پس لوگان و دخترش مورد تعقیب قرار می‌گیرند. لوگان کشف می‌کند که بیشتر همکارانش در این شرکت قتل‌عام شده‌اند. به زودی لوگان کشف می‌کند که این شرکت پوششی، از مهارت‌های وی برای دسترسی به اسناد صدور اسلحه غیرقانونی به کشورهای آفریقایی، به منظور دریافت امتیاز استخراج معادن کمیاب سوء استفاده می‌کرده‌ است. در ادامه لوگان به کمک دوستان عرب دخترش در میان مهاجران غیرقانونی مراکشی مخفی می‌شود. در این میان پلیس بلژیک از یک سو و «سی‌آی‌اِی» از سوی دیگر و نیز یک قاتل مزدور این شرکت همگی به دنبال لوگان می‌گردند. رهبر تیم «سی‌آی‌اِی» زنی است که سابقاً با لوگان رابطه ای عاشقانه داشته و در ضمن در لیست حقوق بگیران این شرکت غیرقانونی قرار دارد. نهایتاً پس از تلاشهای مکرر ناموفق برای دستگیری لوگان، این زن موفق به تماس با وی می‌شود و به دنبال یک معذور اخلاقی تصمیم می‌گیرد به لوگان کمک کند. در این میان دختر لوگان توسط قاتل حرفه ای گروگان گرفته شده‌است و زن در یک تلاش برای نجات دختر لوگان جان می‌بازد. لوگان که مدارک مهمی علیه این شرکت و بعضی از کارمندان عالی‌رتبه «سی‌آی‌اِی» در اختیار دارد با دشمنانش توافق می‌کند که در مقابل تحویل این مدارک، دختر وی را رها کنند. طی ملاقاتی این معامله انجام می‌گیرد. اما لوگان موفق می‌شود با انفجار بمبی که در کیف حاوی مدارک جاسازی کرده بود، دشمنان خود را نابود کند و دقایقی پیش از پرواز دخترش در فرودگاه، به او ملحق شود.